# Vavřinec (kraj środkowoczeski)
Vavřinec – gmina w Czechach, w powiecie Kutná Hora, w kraju środkowoczeskim.
1 stycznia 2017 gminę zamieszkiwało 536 osób, a ich średni wiek wynosił 39,6 roku.